# خانه نعمت‌الله تقوی
خانه نعمت‌الله تقوی مربوط به دوره قاجار است و در نهبندان، داخل بافت قدیم شهر واقع شده و این اثر در تاریخ ۱۱ مرداد ۱۳۸۴ با شمارهٔ ثبت ۱۲۵۷۸ به‌عنوان یکی از آثار ملی ایران به ثبت رسیده است.